# Caitlin Keats
Caitlin Keats (* 26. September 1972 in New York City, New York) ist eine US-amerikanische Schauspielerin.

## Leben und Karriere
Caitlin Keats wurde in New York geboren. Der Vater verließ die Familie als Caitlin zwei Jahre alt war. Sie ist Mutter eines Sohnes. Sie lebte in Barcelona, Zürich und Deutschland, wo sie auch ein Internat besuchte.
Von 1995 bis 1996 verkörperte Keats in drei Folgen den Charakter Dana in Ein Single kommt immer allein. 2004 erhielt sie im zweiten Teil zu Kill Bill die Rolle Janeen. Im Jahr darauf spielte sie neben Nathan Stevens und Cameron Richardson in The Wrong Date mit. Eine Nebenrolle erhielt sie in der Komödie The Lather Effect. Anschließend spielte sie in Fernsehserien Navy CIS: L.A., Aus Versehen glücklich und The Forgotten – Die Wahrheit stirbt nie für je eine Folge und in Women in Trouble als Addy neben Carla Gugino und Adrianne Palicki mit. Zuletzt spielte sie in dem Filmdrama Kiss of Damned von Xan Cassavetes  mit.

## Filmografie
- 1995–1996: Ein Single kommt immer allein (The Single Guy, Fernsehserie, drei Folgen)
- 1996: Bed, Bath and Beyond (Kurzfilm)
- 2001: Murder in Small Town X (Fernsehserie)
- 2004: Kill Bill – Volume 2
- 2005: The Wrong Date (The Good Humor Man)
- 2006: The Lather Effect
- 2007: Broken English
- 2009: Navy CIS: L.A. (NCIS: Los Angeles, Fernsehserie, Folge Brimstone)
- 2009: Aus Versehen glücklich (Accidentally on Purpose, Fernsehserie, Folge The Third Man)
- 2009: The Forgotten – Die Wahrheit stirbt nie (The Forgotten, Fernsehserie, Folge Canine John)
- 2009: Women in Trouble
- 2010: Somewhere
- 2010: The Mentalist (Fernsehserie, Folge Code Red)
- 2011: American Decaf
- 2011: The Victim
- 2012: Kiss of the Damned